# Martial Beyrand
Martial Beyrand (Limoges, 9 settembre 1768 – Castiglione, 5 agosto 1796) è stato un generale francese, che si distinse durante le guerre rivoluzionarie, distinguendosi particolarmente nel corso della Campagna d’Italia del 1796-1797.

## Biografia
Nacque a Limoges il 9 settembre 1768, figlio di Guillaume, di professione mercante, e di Jeanne Sarezat.
Arruolatosi come soldato nell'esercito reale il 6 aprile 1783, entrando a far parte del Reggimento di Bassigny, si congedò temporaneamente tra il 13 settembre 1783 e il 15 aprile 1784 per motivi di salute. Rientrato in servizio il 15 marzo 1785 fu assegnato al Reggimento di Touraine (33°), lasciando il servizio il 1º maggio 1788. L’anno successivo entrò a far parte della Guardia Nazionale.
Il 3 ottobre 1791, in piena rivoluzione, ritornò in servizio con il grado di capitano in forza alla 6ª Compagnia del 2º Battaglione volontari del dipartimento dell'Haute-Vienne. Dopo un periodo di guarnigione a Étampes e Villers-Cotterêts, dal 1792 prestò servizio nell’Armée du Nord, allora al comando del Maresciallo di Francia Jean-Baptiste Donatien de Vimeur de Rochambeau, distinguendosi poi nell’agosto 1793 a Quesnoy dove venne catturato dal nemico. Riuscì subito a scappare travestito da carbonaio, oltrepassando le linee tenute dalle varie forze della coalizione e rientrando subito in servizio presso lo Stato maggiore del generale Jean-Baptiste Jourdan, che lo mandò in missione a Parigi. Assunto il comando del 12º Battaglione volontari del dipartimento dell'Haute-Vienne, con cui il 9 novembre successivo partì per la zona dei Pirenei per entrare in forza all’Armée des Pyrénnés Orientales.
Nel mese di dicembre, mentre si trovava a Meymac, il rappresentante delle popolo Lanot gli chiese di eseguire alcune azioni contro formazioni controrivoluzionarie che si erano costituite nel dipartimento della Corrèze Impiegando anche un battaglione della Guardia Nazionale di Limoges, portò rapidamente a termine le operazioni di repressione della rivolta, raggiungendo quindi Perpignano il 23 gennaio 1794. 

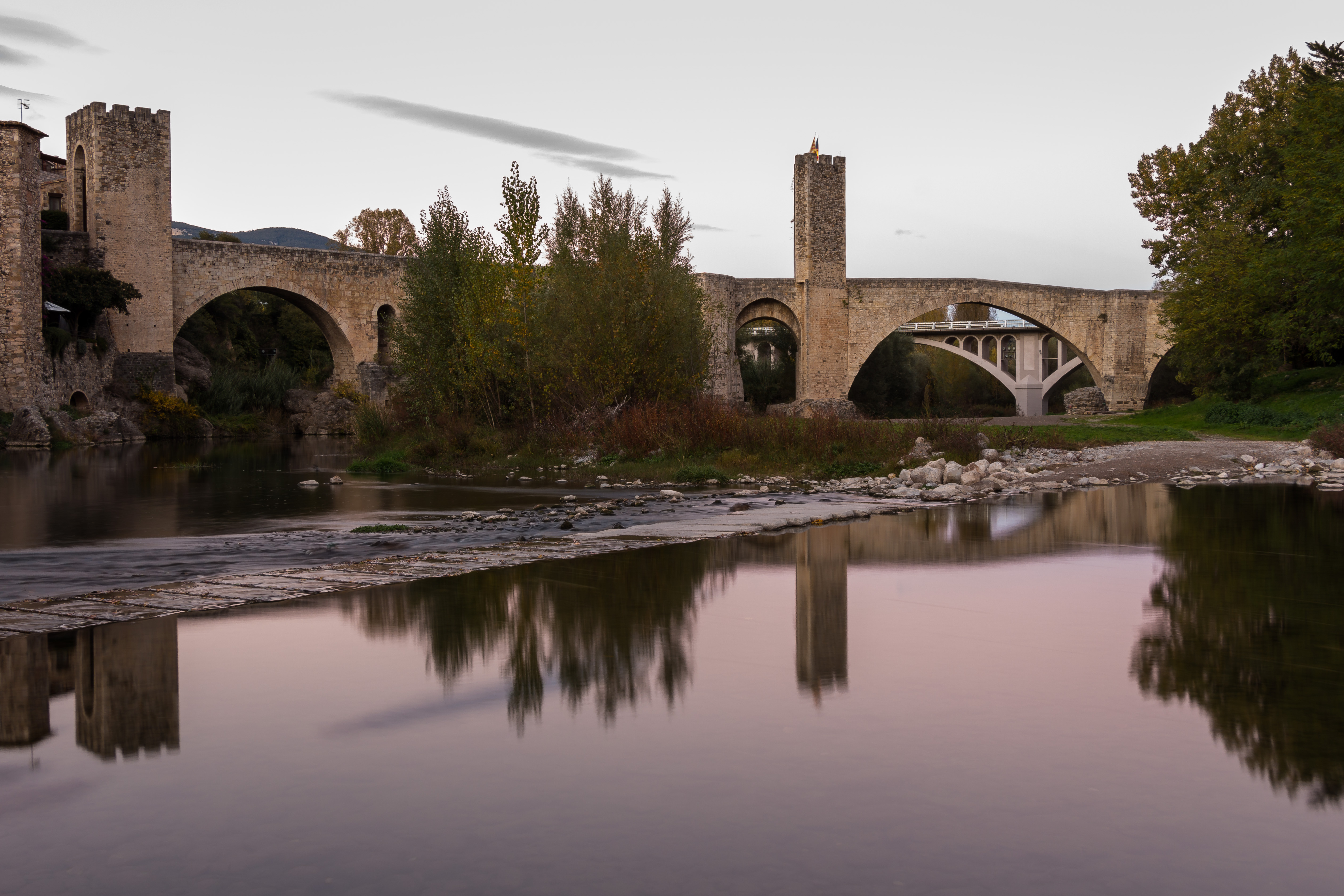
Il fiume Fluvià nei pressi del ponte fortificato di Besalù, in Catalogna.

Il 13 agosto dello stesso anno rimase ferito alla testa durante il combattimento di San Lorenzo de la Muga, e su indicazione del generale di divisione Pierre François Charles Augereau, di cui aveva ricoperto per un certo periodo l’incarico di Capo di stato maggiore, dopo aver partecipato alla brillante difesa del colle di Freres dall’attacco dell’esercito spagnolo, il 24 novembre 1794 venne promosso generale di brigata a titolo temporaneo.
Alla testa di una brigata della I Divisione si distinse durante il combattimento avvenuto nel villaggio di Besalú, sulle rive del fiume Fluvià, il 28 febbraio 1795. Lasciata l’Armée des Pyrénées Orientales nel mese di giugno per motivi di salute, quando Augereau raggiunse l’Armée d’Italie al comando del generale Napoleone Bonaparte, egli fu richiamato in servizio il 4 novembre 1795 con il grado definitivo di generale di brigata confermatogli dal Comitato di salute pubblica.
Prese parte alla Campagna d’Italia combattendo contro l’Armata sarda a Dego, a Millesimo e a Ceva al comando della 4e Demi-brigade. Passò poi al comando della 39e Demi-brigade con cui si distinse durante la battaglia di Lodi (10 maggio) per ritornare quindi alla testa della 4e Demi-brigade. Rimase ucciso in azione durante la battaglia di Castiglione dal fuoco nemico.
Per onorarne la memoria il generale Bonaparte decise che il suo nome fosse assegnato ad un vascello da 64 cannoni, già appartenente alla marina veneziana, catturato sugli scali dell’arsenale di Venezia all’atto della caduta della Repubblica. Egli figura tra i nomi delle 660 personalità incise sull’Arco di Trionfo di Parigi, ed appare nella 28ª colonna. Un suo busto commemorativo, opera dello scultore Charles-Louis Corbet è conservato nella Galleria delle Battaglie della reggia di Versailles. Scrisse di lui il generale Bonaparte il 19 Termidoro dell’anno IV (6 agosto 1796): "Abbiamo perso il generale Beyrand. Questa perdita molto sensibile per l'esercito, lo è stata particolarmente per me. Avevo la massima considerazione delle qualità guerriere e morali di questo degno uomo.

### Annotazioni
1. ↑  Fu battezzato in quello stesso giorno nella locale parrocchia di San Michele.
2. ↑  Il padre decedette nel 1780, ed egli fu cresciuto dalla madre insieme agli altri due fratelli, entrambi di nome Pierre. Il primo di essi fu aiutante di campo del generale Barre, e decedette il 15 ottobre 1793, durante la guerra di Vandea.
3. ↑  Secondo alcune fonti si congedò per problemi di salute, secondo altre perché considerato troppo giovane per arruolarsi.
4. ↑  La sua morte colpì molto il generale Augereau, che di Beyrand si considerava fraterno amico, ed egli scrisse un’accorata lettera alla madre cercando di consolarla per la perdita subita.
5. ↑  In lingua francese: Nous avons perdu, écrivit-il, le général Beyrand. Celle perte très sensible à l'armée l'a été plus particulièrement pour moi. Je faisais le plus grand cas des qualités guerrières et morales de ce brave homme.

### Periodici
- Jules Tintou, Le général Martial Beyrand, héros de Lodi et de Castiglione, Lemouzi nº8, Société historique et régionaliste du Bas-Limousin1, Tulle, 1963, p. 7.